# 厚床駅
厚床駅（あっとこえき）は、北海道根室市厚床にある北海道旅客鉄道（JR北海道）根室本線（花咲線）の駅である。電報略号はアト。事務管理コードは▲110448。かつては標津線（厚床支線）の分岐駅であった。

## 歴史

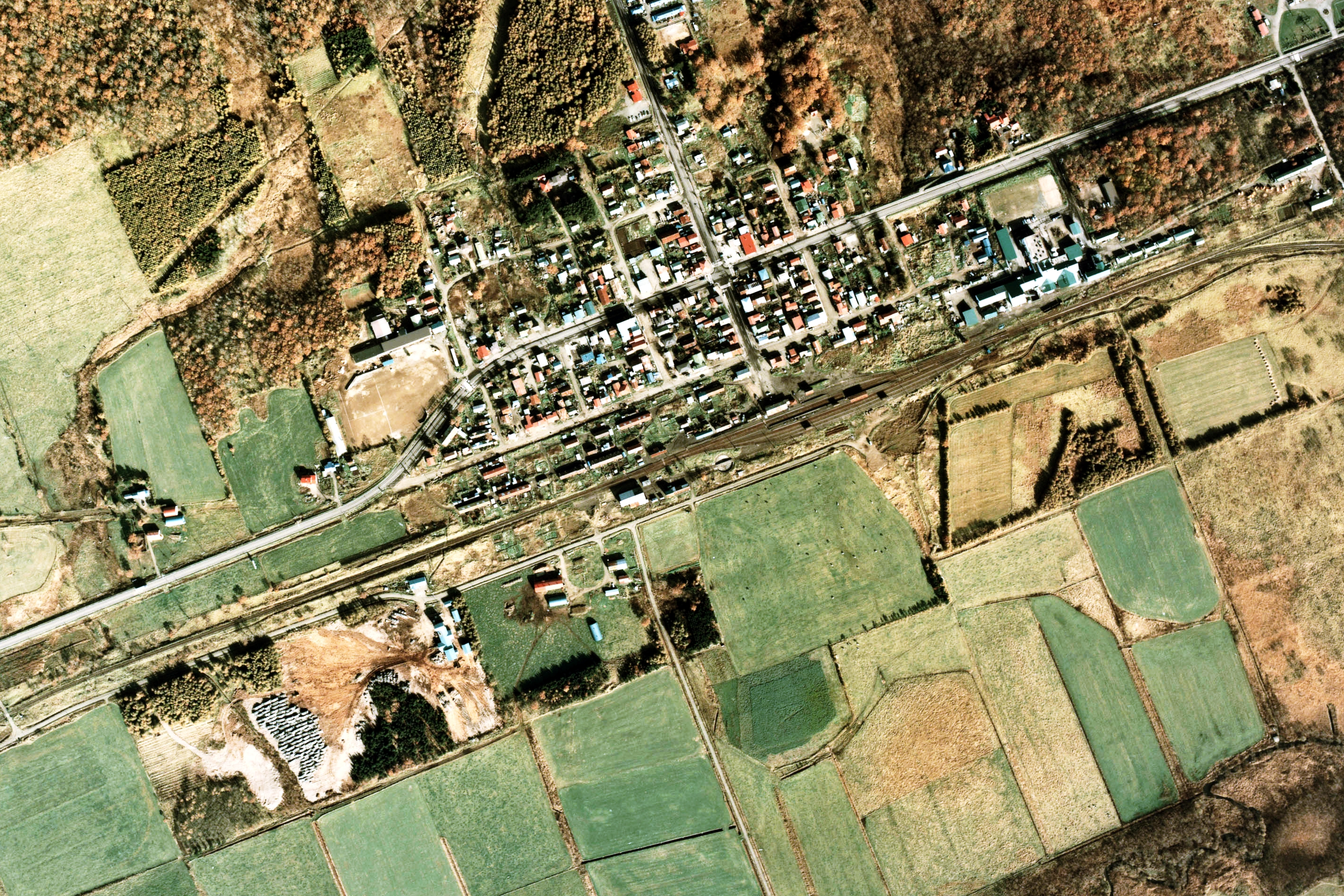
1977年の厚床駅と周囲約1km×1.5km範囲。右の下が根室本線根室方面、上が標津線中標津方面。駅裏釧路側に機関区を持つ。駅舎横に貨物用切り欠きホームと2本の引込み線を持つ貨物積卸場がある。右側に明治乳業根室工場への専用線と貨車が見える。左側、駅前通から牧草地帯へ斜めに直進する軌道跡が殖民軌道風連線（古くは根室線）の跡で、この先で北へ向きを変え、姉別川を渡った。

- 1919年（大正8年）11月25日：鉄道院釧路本線（→根室本線）厚岸駅 - 当駅駅間延伸に伴い開業[3][4]。根室支庁（当時）で初の鉄道駅となる。釧路機関庫厚床駐泊所設置[5]。
- 1920年（大正9年）11月10日：当駅 - 西和田駅間延伸開業に伴い[6]、途中駅となる。
- 1925年（大正12年）：殖民軌道根室線として、当駅前 - 標津駅間が開業。
- 1933年（昭和8年）
  - 12月1日：標津線開業[5]。
  - 月日不詳：殖民軌道根室線が廃止され、その一部を利用して殖民軌道風連線 当駅前 - 上風連駅間が開業。
- 1937年（昭和12年）10月30日：厚床駐泊所が釧路機関区厚床支区となる[5]。
- 1958年（昭和33年）10月1日：釧路機関区厚床支区を廃止[5]。
- 1961年（昭和36年）3月：構内より明治乳業工場へ専用線敷設[7]。
- 1964年（昭和39年）：殖民軌道風連線が当駅との接続をやめて奥行臼駅と接続。別海村営軌道となる。
- 1965年（昭和40年）10月30日：駅舎（2代目）が竣工[8]。
- 1969年（昭和44年）2月1日：標茶機関区厚床派出所設置[5]。
- 1979年（昭和54年）7月15日：貨物の取り扱いが終了[5]。
- 1982年（昭和57年）11月1日：標茶機関区厚床派出所が厚床駐泊所となる[5]。
- 1983年（昭和58年）4月1日：標茶機関区厚床駐泊所を廃止[5]。
- 1984年（昭和59年）2月1日：荷物の取り扱いが終了[5]。
- 1986年（昭和61年）11月1日：運転取扱要員のみ配置[5]。
- 1987年（昭和62年）4月1日：国鉄分割民営化に伴い、北海道旅客鉄道（JR北海道）の駅となる[9]。
- 1989年（平成元年）
  - 4月30日：標津線廃止。簡易委託駅となる。
  - 11月2日：現在の駅舎（3代目）・バス待合所、駅前広場のオープンセレモニー挙行[5][10]。
- 1995年（平成7年）9月1日：駅業務の簡易委託が終了し、無人駅となる。
- 2000年（平成12年）：同年夏の青春18きっぷポスターの撮影地に採用[11]。
- 2016年（平成28年）3月26日：ダイヤ改正による減便に伴い、2番線が廃止。当駅は棒線駅となり、列車交換が行われなくなる[新聞 1]。

### 駅名の由来
所在地名より。アイヌ語の「アットゥクト（at-tuk-to）」（オヒョウニレ・伸びている・沼）に由来するとされる。

## 駅構造
単式ホーム1面1線を有する地上駅。根室駅管理の無人駅。
かつては単式ホーム・島式ホーム複合型2面3線を有する列車交換可能な交換駅であった。駅舎側単式ホームの1番線が根室本線の下り本線、島式ホーム内側の2番線が標津線、外側の3番線が根室本線の上り本線で、互いのホームは駅舎側ホーム中央部分と島式ホーム西側を結んだ構内踏切で連絡していた。さらに、1963年（昭和38年）時点では3番線の外側に貨物側線を3線有していた。標津線廃止の際に2番線の線路が撤去され単式ホーム2面2線となり、3番線(根室本線の上り本線)は2番線に改称された。なお貨物側線の撤去時期は不明である。その後2016年（平成28年）3月25日までは、当駅にて行き違いがある場合のみ、釧路方面行上り列車が2番線（旧3番線）を使用していたが、翌26日のダイヤ改正に伴う減便で、当駅構内は単線での運用となった。現在は2番線（旧3番線）の線路及びホームは残っているものの、構内踏切跡の階段部分に蓋がされ立入禁止となっている。棒線駅ではあるが、場内信号機や出発信号機は存在し、閉そく境界としては機能している。

現在の駅舎は1989年（平成元年）の標津線廃止後にバス待合所兼用として建て替えられたものであり、窓口は根室交通厚床案内所として営業していたが、現在は営業休止となっている。標津線廃止と同時の簡易委託化によりJR乗車券の発売も行っていた。

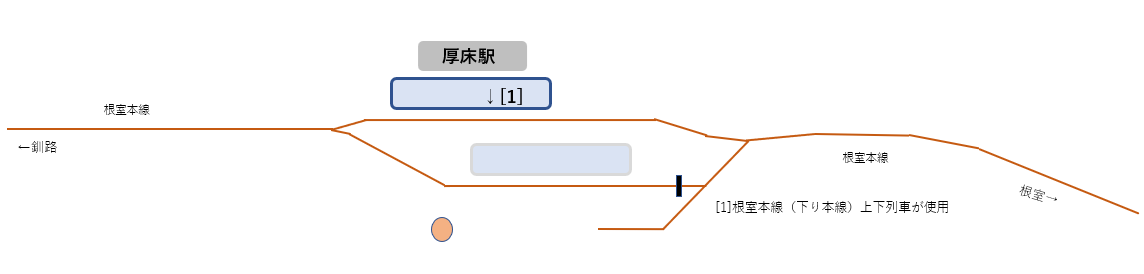
現在の構内配線（2016年3月26日以降）

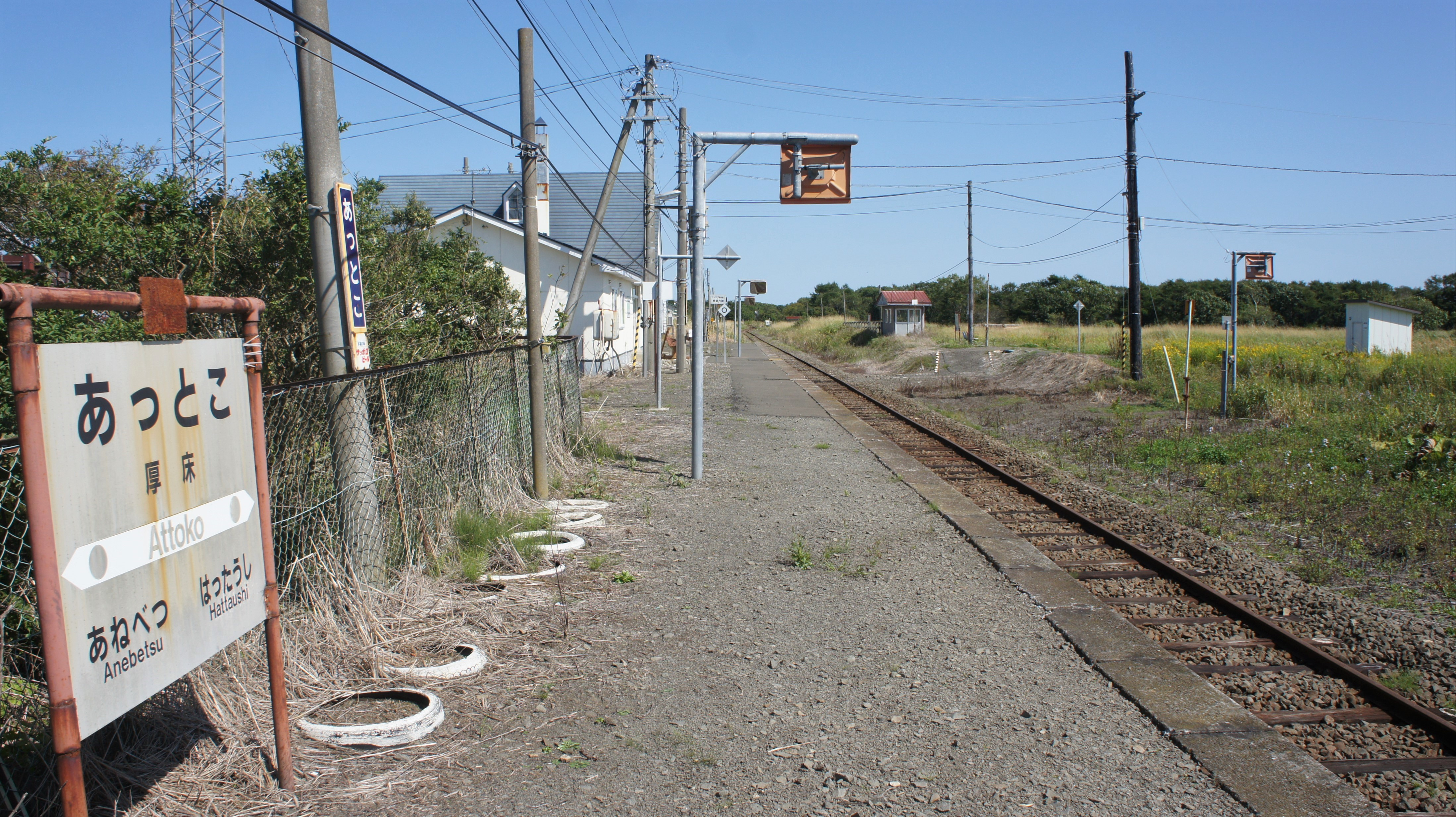
ホーム（2018年9月）
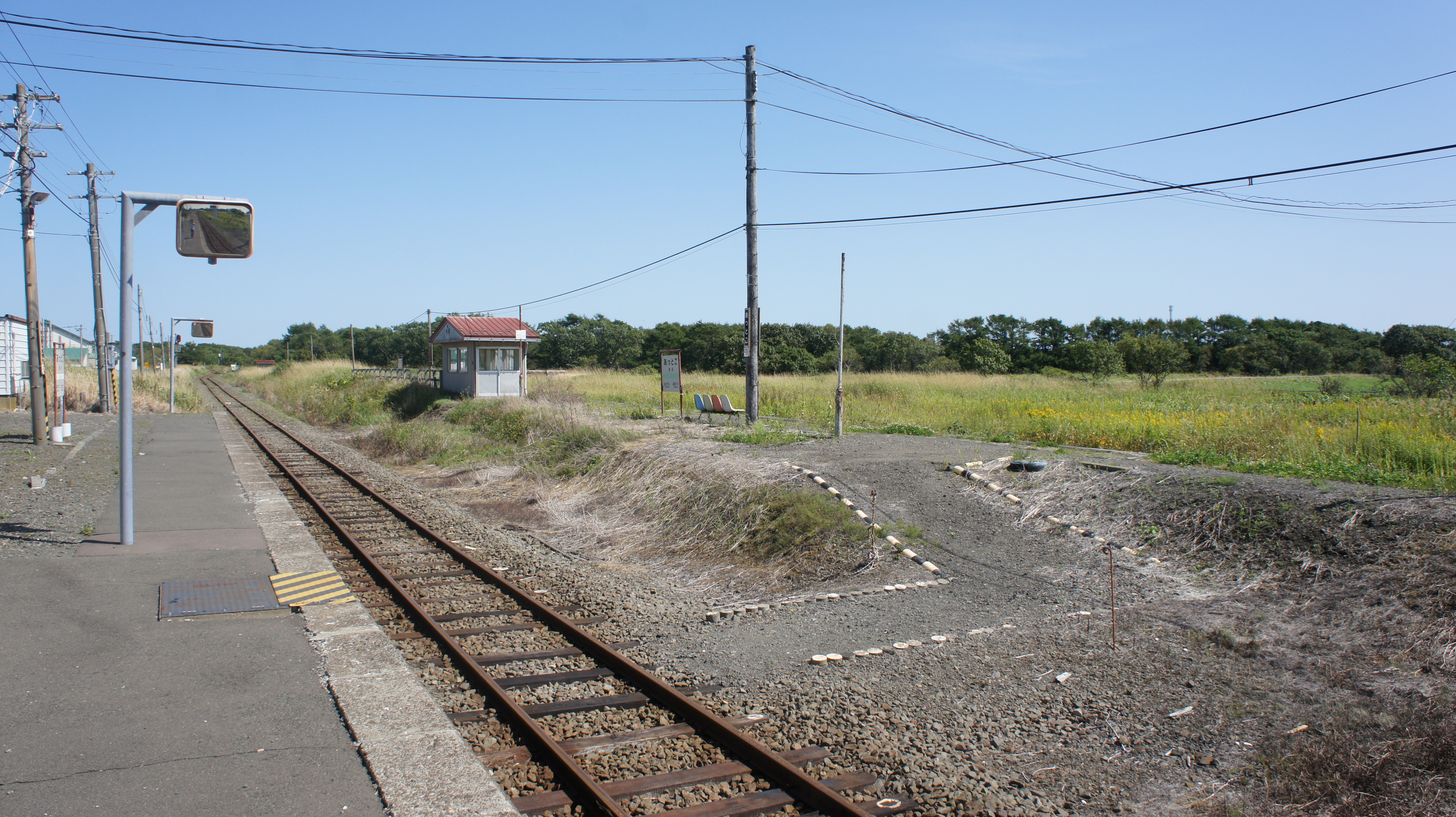
2番線および構内踏切跡（2018年9月）

## 利用状況
乗車人員の推移は以下のとおり。年間の値のみ判明している年については、当該年度の日数で除した値を括弧書きで1日平均欄に示す。乗降人員のみが判明している場合は、1/2した値を括弧書きで記した。
また、「JR調査」については、当該の年度を最終年とする過去5年間の各調査日における平均である。
戦前は馬市で活気づき、根室管内全域の馬が集まるほどだった。戦後、軍馬の需要がなくなると、酪農が台頭し1960年代は毎年約20万人が乗降するにぎわいを見せた。

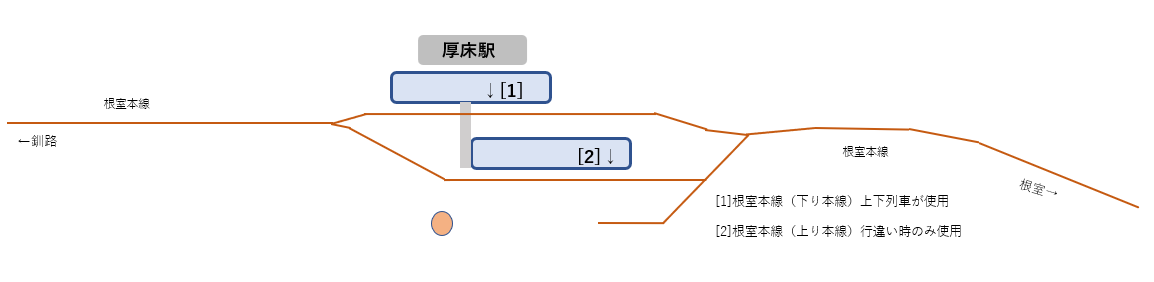
標津線廃止以降、2番線(旧3番線)廃止までの配線

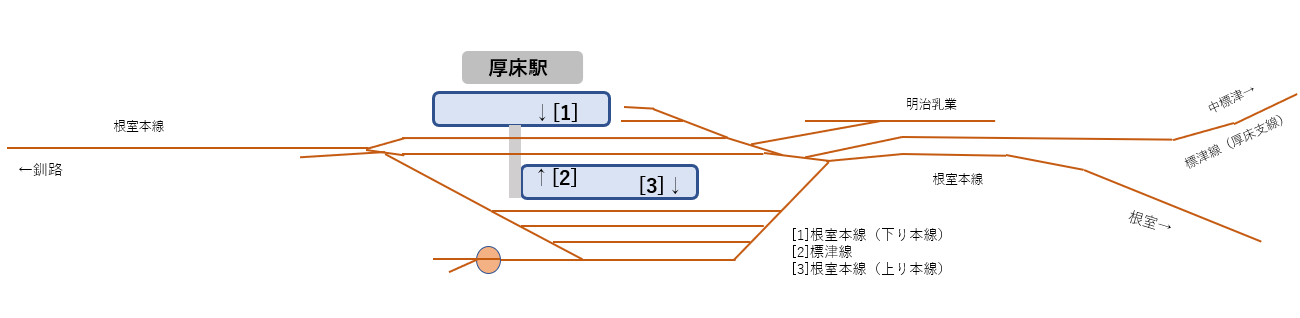
標津線廃止以前の配線

| 年度               | 乗車人員（人） | 乗車人員（人） | 乗車人員（人） | 出典       | 備考                      |
| 年度               | 年間           | 1日平均        | JR調査         | 出典       | 備考                      |
| ------------------ | -------------- | -------------- | -------------- | ---------- | ------------------------- |
| 1978年（昭和53年） |                | 112            |                | [ 15 ]     |                           |
| 1979年（昭和54年） | 43,497         | (118.8)        |                | [ 16 ]     |                           |
| 1980年（昭和55年） | 42,550         | (116.6)        |                | [ 16 ]     |                           |
| 1981年（昭和56年） | 42,022         | (115.1)        |                | [ 16 ]     |                           |
| 1982年（昭和57年） | 40,644         | (111.4)        |                | [ 16 ]     |                           |
| 1983年（昭和58年） | 35,420         | (96.8)         |                | [ 16 ]     |                           |
| 1984年（昭和59年） | 33,698         | (92.3)         |                | [ 17 ]     |                           |
| 1985年（昭和60年） | 29,858         | (81.8)         |                | [ 17 ]     |                           |
| 1986年（昭和61年） | 31,465         | (86.2)         |                | [ 17 ]     |                           |
| 1987年（昭和62年） | 22,776         | (62.2)         |                | [ 17 ]     |                           |
| 1988年（昭和63年） | 24,146         | (66.2)         |                | [ 17 ]     |                           |
| 1989年（平成元年） | 24,681         | (67.6)         |                | [ 18 ]     | 同年度4月30日で標津線廃止 |
| 1990年（平成02年） | 22,265         | (61.0)         |                | [ 18 ]     |                           |
| 1991年（平成03年） | 18,323         | (50.1)         |                | [ 18 ]     |                           |
| 1992年（平成04年） | 14,533         | (39.8)         |                | [ 18 ]     |                           |
| 1993年（平成05年） | 13,870         | (38.0)         |                | [ 18 ]     |                           |
| 1994年（平成06年） | 13,140         | (36.0)         |                | [ 19 ]     |                           |
| 1995年（平成07年） | 6,570          | (18.0)         |                | [ 19 ]     |                           |
| 1996年（平成08年） | 5,724          | (15.7)         |                | [ 19 ]     |                           |
| 1997年（平成09年） | 6,300          | (17.3)         |                | [ 19 ]     |                           |
| 1998年（平成10年） | 6,387          | (17.5)         |                | [ 19 ]     |                           |
| 1999年（平成11年） | 4,380          | (12.0)         |                | [ 20 ]     |                           |
| 2016年（平成28年） |                |                | 12.4           | [ JR北 1 ] |                           |
| 2017年（平成29年） |                |                | 12.8           | [ JR北 2 ] |                           |
| 2018年（平成30年） |                |                | 10.6           | [ JR北 3 ] |                           |
| 2019年（令和元年） |                |                | 9.0            | [ JR北 4 ] |                           |
| 2020年（令和02年） |                |                | 6.6            | [ JR北 5 ] |                           |
| 2021年（令和03年） |                |                | 7.6            | [ JR北 6 ] |                           |
| 2022年（令和04年） |                |                | 7.2            | [ JR北 7 ] |                           |

## 駅弁
かつて駅前の「田中屋」が「ほたて弁当」を製造販売しており、日本最東端の駅弁販売駅であった。しかし、1990年頃に厚床駅での販売が中止される一方、2004年から根室駅で駅弁の販売が開始されたため、日本最東端の称号は根室駅に譲ることとなった。駅での販売が中止されたのちも、駅前の「佐々木商店」で取り扱われていたが、2006年に販売終了となった。2012年には、7月21日から8月31日に運行された臨時列車「快速 北太平洋 花と湿原号」の当駅停車に合わせて、「ビーフサンダーマウンテン駅弁」が期間限定販売された。当駅から約2.5km北にある「明郷伊藤☆牧場」が製造販売を行い、快速運行時間以外でも予約することで牧場内で購入可能だった。

## 駅周辺
厚床市街地が広がる。しかし、廃屋が多く駅前は寂しい。
- 国道44号・国道243号
- 根室警察署厚床駐在所
- 厚床郵便局
- 根室市立厚床中学校
- 根室市立厚床小学校
- 根室フットパス
- 東光園（焼肉屋）

## バス路線
根室交通（および共同運行会社）により根室駅方面、別海町・中標津町方面（中標津空港連絡バス）、釧路市方面および札幌市方面の都市間バスが発着する。都市間バスは駅前ロータリーに乗り入れない。
標津線の廃止による代替バスとして当駅 - 別海町・中標津町の路線も設定されていたものの、2023年10月1日のダイヤ改正をもって当駅 - 別海町の区間が廃止され、当駅 - 別海町・中標津町へのバスは中標津空港連絡バスのみが残存している。
路線詳細は根室交通#路線バスを参照。

## 隣の駅
北海道旅客鉄道（JR北海道）
根室本線（花咲線）

姉別駅 - 厚床駅 - *初田牛駅 - **別当賀駅 - 落石駅
*:打消線は廃駅
**:一部下り列車は別当賀駅を通過する。

### JR北海道
1. ↑  「根室線（釧路・根室間）」（PDF）『線区データ（当社単独では維持することが困難な線区）』、北海道旅客鉄道、2017年12月8日。オリジナルの2017年12月9日時点におけるアーカイブ。2017年12月10日閲覧。
2. ↑  「根室線（釧路・根室間）」（PDF）『線区データ（当社単独では維持することが困難な線区）(地域交通を持続的に維持するために)』、北海道旅客鉄道株式会社、3頁、2018年7月2日。オリジナルの2018年8月19日時点におけるアーカイブ。2018年8月19日閲覧。
3. ↑  “根室線（釧路・根室間）” (PDF). 線区データ（当社単独では維持することが困難な線区）(地域交通を持続的に維持するために).   北海道旅客鉄道. p. 3 (2019年10月18日). 2019年10月18日時点のオリジナルよりアーカイブ。2019年10月18日閲覧。
4. ↑  “根室線（釧路・根室間）” (PDF). 地域交通を持続的に維持するために > 輸送密度200人以上2,000人未満の線区（「黄色」8線区）.   北海道旅客鉄道. p. 3 (2020年10月30日). 2020年11月2日時点のオリジナルよりアーカイブ。2020年11月2日閲覧。
5. ↑  “駅別乗車人員  特定日調査（平日）に基づく”.   北海道旅客鉄道. 2022年8月3日時点のオリジナルよりアーカイブ。2022年8月14日閲覧。
6. ↑  “駅別乗車人員  特定日調査（平日）に基づく”.   北海道旅客鉄道. 2022年9月3日時点のオリジナルよりアーカイブ。2022年9月3日閲覧。
7. ↑  “駅別乗車人員  特定日調査（平日）に基づく”.   北海道旅客鉄道. 2023年11月10日時点のオリジナルよりアーカイブ。2023年11月10日閲覧。

### 新聞記事
1. 1 2 3 4 5 6  “JR花咲線・厚床駅2番線廃止 ダイヤ改正で減便 にぎわい今は昔「さみしい」”. 北海道新聞（どうしんウェブ） (北海道新聞社). (2016年6月21日).  オリジナルの2016年6月21日時点におけるアーカイブ。 2016年6月21日閲覧。